# Yasukazu Ikari
Yasukazu Ikari (井狩康一 Ikari Yasukazu) est un astronome japonais. D'après le Centre des planètes mineures, il a découvert 20 astéroïdes entre 1995 et 2000, dont 4 avec Robert H. McNaught.

## Astéroïdes découverts
| (8115) Sakabe [1]              | 24 avril 1996     |
| (10188) Yasuoyoneda [1]        | 14 mai 1996       |
| (10582) Harumi                 | 3 octobre 1995    |
| (10878) Moriyama               | 3 novembre 1996   |
| (11628) Katuhikoikeda          | 13 novembre 1996  |
| (12819) Susumutakahasi [1]     | 12 mai 1996       |
| (15368) Katsuji [1]            | 14 mai 1996       |
| (15402) Suzaku                 | 9 novembre 1997   |
| (15407) Udakiyoo               | 24 novembre 1997  |
| (24306) 1999 YE5               | 27 décembre 1999  |
| (25592) 1999 YO1               | 19 décembre 1999  |
| (29444) 1997 NR10              | 6 juillet 1997    |
| (29525) 1998 AF                | 2 janvier 1998    |
| (31039) 1996 JN                | 12 mai 1996       |
| (32200) Seiicyoshida           | 28 juillet 2000   |
| (32955) 1996 HC2               | 24 avril 1996     |
| (37786) Tokikonaruko           | 30 septembre 1997 |
| (44500) 1998 XT17              | 12 décembre 1998  |
| (73936) Takeyamamoto           | 24 septembre 1997 |
| (91233) 1999 CL1               | 6 février 1999    |
| 1. [1] avec Robert H. McNaught |                   |